# Convidado de piedra
El convidado de piedra o convite al difunto es una leyenda folclórica europea, especialmente difundida en Castilla, y más tarde asociada al mito de Don Juan, formulada en cuentos tradicionales, romances y piezas teatrales.

## Historia
La historia se encuentra en las tradiciones orales y escritas de países como Francia, Alemania, Italia o Islandia e incluso en relatos de fantasmas orientales. Era tan popular que en Castilla dio lugar a frases hechas como «¿Tan largo me lo fiais?» o «ser un convidado de piedra» Su fin moral sería ejemplificar el castigo de la impiedad o falta de respeto a los muertos.
En España se difundió dentro de la tradición oral en prosa como cuento, y en verso como romance (el folclorista a Joaquín Díaz recogió uno musicado, "Por las calles de Madrid...", en su disco Romances populares, 2012).
Y tanto en cuentos como en romances la invitación al difunto suele hacerse no tanto a una estatua como a una calavera o unos huesos, por ejemplo, en el Romance del Galán de Omaña, recogido por Ramón Menéndez Pidal en la zona de Curueña y Riello (León) en 1889, que Marcelino Menéndez y Pelayo incluye en su Antología de poetas líricos castellanos. Quien invita es un galán, soldado o estudiante. Después se le aparece un esqueleto entero que devuelve el convite. En la versión en prosa recogida por Aurelio M. Espinosa en Daimiel (Ciudad Real), el incrédulo se salva con unas reliquias o cruz que le dio un sacerdote y porque el muerto se apiada al fin de él. El poeta español del romanticismo José Zorrilla, en su Don Juan Tenorio, por el contrario, lo salva para ofrecer un ejemplo de la importancia de la contrición para lograr el perdón divino: “No es, doña Inés, Satanás, / quien pone este amor en mi:/ es Dios, que quiere por ti/ ganarme para él quizás”. Se trata del conflicto entre el libre albedrío y la predestinación, que se resuelve en los términos de San Agustín: “Dios que te ha creado sin ti, no te salvará sin ti”.

## Argumento
Don Gonzalo de Ulloa, comendador de la Orden de Calatrava, tenía una hija monja en Sevilla, doña Inés de Ulloa, pretendida por el galán don Juan Tenorio, con fama de libertino. Ante el asedio sufrido por su hija, don Gonzalo retó a duelo a don Juan y falleció a manos de este. Años después, don Juan lee una lápida en el cementerio que dice: «Aquí aguarda del Señor, / el más leal caballero, / la venganza de un traidor» y sacrílegamente invita a cenar esa noche a la estatua que preside la sepultura. La estatua se presenta; no toma nada, y antes de irse le convida a cenar en el infierno, a lo que el temerario caballero accede. Finalmente, es condenado o se salva, según la versión de la historia.

## Trascendencia
Esta leyenda se fundió con la del libertino irredento y fundamentó la pieza teatral del Siglo de Oro El Burlador de Sevilla y Convidado de Piedra, atribuida a Tirso de Molina, sobrenombre del fraile mercedario fray Gabriel Téllez (1571-1648), quien condena a su libertino. Desde aquí se transmitió a numerosas obras escénicas y poéticas por toda Europa.
La expresión idiomática castellana "ser el convidado de piedra" se aplica al invitado incómodo o marginado, fuera de lugar o sin voz en una fiesta o reunión.

## Curiosidades
En la versión española de la película Die Hard (1988), el villano del film, Hans Gruber, llama en dos ocasiones por este apelativo al personaje de John McClane, interpretado por Bruce Willis.

## Versiones musicales del romance
- Joaquín Díaz González, "El convidado de piedra", en Cancionero de Romances (1978)
- Joaquín Díaz, "El convidado de piedra", en Romances Populares (1976)